# Heartbreakers (2001)
Heartbreakers (bra: Doce Trapaça; prt: Matadoras) é um filme estadunidense de 2001, do gênero comédia, dirigido por David Mirkin, com roteiro de Robert Dunn, Paul Guay e Stephen Mazur.

## Sinopse
O enredo gira em torno de uma equipe de mãe e filha que enganam homens ricos para roubar seu dinheiro, e que acontece durante a sua "última" atuação juntas.

## Elenco principal
- Sigourney Weaver como Max Conners
- Jennifer Love Hewitt como Page Conners
- Ray Liotta como Dean Cumanno
- Jason Lee como Jack Withrowe
- Anne Bancroft como Gloria Vogal/Barbara
- Jeffrey Jones como Sr. Appel
- Gene Hackman como William B. Tensy
- Nora Dunn como Miss Madress
- Julio Oscar Mechoso como Leo
- Ricky Jay como o leiloeiro de Dawson
- Sarah Silverman como Linda
- Zach Galifianakis como Bill
- Michael Hitchcock como Dr. Arnold Davis
- Carrie Fisher como Sra. Surpin
- Elya Baskin como Vladimi

## Recepção
O filme estreou em primeiro lugar nas bilheterias dos EUA, arrecadando US$ 12,3 milhões na semana de estreia e um total de US$ 57,8 milhões em todo o mundo.  O crítico de cinema Roger Ebert deu ao filme três estrelas de quatro e disse que "ele faz o que uma comédia deve: nos faz rir".